# Alphonse Gaulin Jr. House
Alphonse Gaulin Jr. House – zabytkowy dom znajdujący się przy ulicy 311 Elm Street w Woonsocket. Ten 2 i pół piętrowy dom o drewnianej konstrukcji został zbudowany ok. 1885 przez Alphonsea Gaulina Jr., jednego z pierwszych zamożnych mieszkańców okolicy pochodzenia francusko-kanadyjskiego oraz burmistrza w latach 1903–1905. Dom jest jednym z najpiękniejszych budynków w mieście, zbudowanych w stylu królowej Anny. Posiada asymetryczną bryłę i kwadratową wieżę wystającą ukośnie z jednego rogu budynku.
Dom trafił do National Register of Historic Places w 1892.